# Arthur Pue Gorman

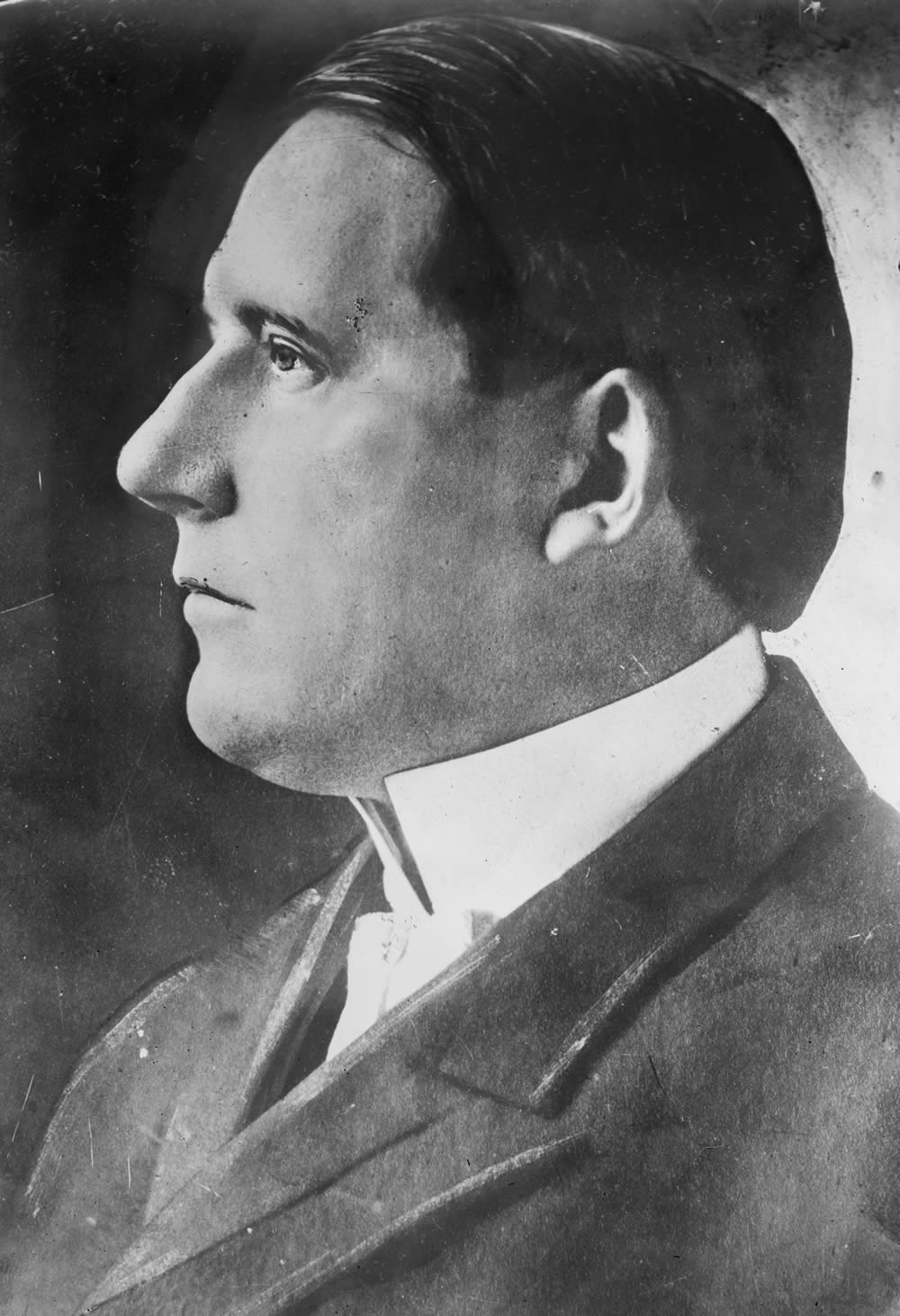
Arthur Pue Gorman

Arthur Pue Gorman, född 11 mars 1839 i Woodstock, Maryland, död 4 juni 1906 i Washington, D.C., var en amerikansk demokratisk politiker. Han representerade delstaten Maryland i USA:s senat 1881-1899 och på nytt från 1903 fram till sin död.
Gorman tjänstgjorde som privatsekreterare åt Stephen A. Douglas. Han var 1869-1875 ledamot av Maryland House of Delegates, underhuset i delstatens lagstiftande församling, där han 1872 tjänstgjorde som talman. Han var sedan ledamot av delstatens senat 1875-1881.
Gorman efterträdde 1881 William Pinkney Whyte som senator för Maryland. Han omvaldes två gånger. Han ställde därefter upp för en fjärde mandatperiod i senaten men besegrades av republikanen Louis E. McComas. Gorman kandiderade sedan för Marylands andra mandat i senaten och vann. Han tillträdde den 4 mars 1903 på nytt som senator. Han avled 1906 i ämbetet och gravsattes på Oak Hill Cemetery i Washington, D.C.